# Psychotria williamsii
Psychotria williamsii är en måreväxtart som beskrevs av Paul Carpenter Standley. Psychotria williamsii ingår i släktet Psychotria och familjen måreväxter. Inga underarter finns listade i Catalogue of Life.